# Cebrennus rechenbergi
Cebrennus rechenbergi (Jézéquel & Junqua, 1966) è un ragno del genere Cebrennus, appartenente alla famiglia Sparassidae. Il nome deriva dal suo scopritore, l'esperto di bionica Ingo Rechenberg, che lo ha individuato durante una spedizione nell'Erg Chebbi, nel Marocco sud-orientale.

## Descrizione
Questo ragno è stato descritto dall'aracnologo Peter Jäger sulla rivista Zootaxa. Jäger definisce C. rechenbergi come un ragno cacciatore di medie dimensioni. Il corpo dei maschi misura da 13,8 a 19,0 mm di lunghezza; quello delle femmine varia da 19 a 19,5 mm. Maschi e femmine sono di colore bianco, con scopulae nere sulle zampe ventrali e una colorazione gialla sulla parte dorsale dell'opistosoma e sui femori.

## Comportamento
C. rechenbergi ha abitudini notturne e caccia falene nelle ore che precedono l'alba. Trascorre le ore diurne più calde all'interno della tana scavata nella sabbia, protetto dalle alte temperature e dai predatori. Costruisce la sua dimora utilizzando le setole presenti sui pedipalpi, formando lunghi tubi verticali di sabbia e seta.
Se provocato o minacciato, può fuggire raddoppiando la sua normale velocità di spostamento (fino a 2 m/s) eseguendo capriole in avanti o all'indietro, simili ai movimenti acrobatici flic-flac utilizzati dai ginnasti. C. rechenbergi è l'unico ragno noto a utilizzare questa particolare forma di locomozione rotolante. Tale tecnica gli consente di muoversi sia in discesa sia in salita, anche su terreni inclinati con una pendenza fino al 40%.

## Distribuzione e habitat

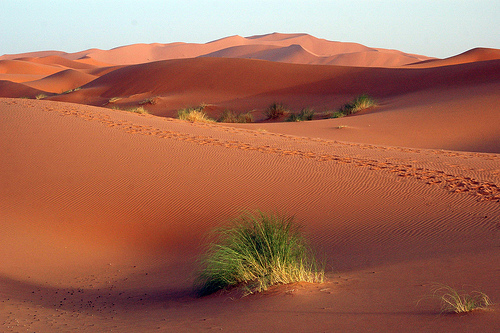
Dune di sabbia dell'Erg Chebbi, habitat del ragno C. rechenbergi

C. rechenbergi vive tra le dune di sabbia del deserto dell'Erg Chebbi, situato nella provincia di Errachidia, nel sud-est del Marocco, vicino al confine con l'Algeria. È una delle 17 specie del genere Cebrennus, tipicamente presente nell'Africa settentrionale e nella penisola arabica.

## Robot
La scoperta da parte di Rechenberg del ragno C. rechenbergi ha ispirato lo sviluppo di un robot biomimetico basato sulla sua peculiare forma di locomozione. Tale robot fu chiamato "Tabbot", dalla parola berbera tabacha, che significa "ragno". Il robot Tabbot è lungo circa 25 cm e, come il ragno a cui è ispirato, può muoversi sulla sabbia sia camminando sia compiendo capriole. Alcuni dei possibili impieghi ipotizzati per il robot includono l'agricoltura, l'esplorazione dei fondali oceanici o persino di Marte.